# Diamant du Bled
Albums de Zola
Survie
(2020)
Diamant du Bled est le troisième album studio du rappeur français Zola sorti le 17 mars 2023 sur les labels Truth Records, AWA et Sony.

## Composition et production
Comme pour les précédents albums, Cicatrices et Survie, Diamant du Bled a été entièrement produit par le label AWA Gang

## Liste des titres
| 1.       | Nochey                               | Atake, Wonda                    | 03:19 |
| 2.       | Amber                                | DJ Kore, Aurélin Maza           | 03:03 |
| 3.       | Cœur de ice (featuring Damso)        | Prince, EmiSphere               | 03:13 |
| 4.       | L'Armoire                            | Jim Doubla                      | 02:46 |
| 5.       | Frosties                             | Gramz                           | 01:51 |
| 6.       | Zaza                                 | Prince                          | 03:09 |
| 7.       | Brûlures indiennes                   | SHK                             | 02:58 |
| 8.       | Toute la journée (featuring Tiakola) | DJ Kore, Aurélien Mazin, Naskid | 02:49 |
| 9.       | Cartier Panthère                     | Prince                          | 03:06 |
| 10.      | Envie7vie                            | DJ Kore, Aurélien Mazin, Naskid | 02:21 |
| 11.      | Gorgée pour les morts                | Prince, EmiSphere               | 03:07 |
| 12.      | Electro                              | SHK                             | 01:26 |
| 13.      | Make up                              | Prince, Shayaa, Traplysse       | 02:16 |
| 14.      | Côté hublot                          | DJ Kore, Aurélien Mazin         | 03:17 |
| 15.      | La lumière                           | SHK                             | 03:28 |
| 16.      | Finish him (featuring Ateyaba)       | SHK                             | 02:20 |
| 17.      | Cauchemar                            | SHK                             | 01:58 |
| 18.      | Gas                                  | Prince                          | 02:15 |
| 19.      | Nike Air                             | Prince                          | 03:09 |
| 20.      | Ade Ball                             | Remsss                          | 01:48 |
| 21.      | Ballas                               | SHK, Cosmo                      | 02:05 |
| 22.      | Urgence                              | DJ Kore                         | 02:27 |
| 23.      | Sku                                  | Futtry                          | 03:20 |
| 24.      | Slime                                | DJ Kore                         | 03:08 |
| 25.      | Dès le matin                         | Prince                          | 02:43 |
| 26.      | Papel                                | SHK                             | 03:10 |
| 01:07:00 |                                      |                                 |       |

## Titres certifiés en France
- Amber  Diamant[2]
- Cœur de ice (feat. Damso)  Platine[3]
- Toute la journée (feat. Tiakola)  Diamant[4]
- Envie7vie  Platine[5]
- Nochey  Or[6]

## Ventes et certifications
| Région | Certification | Ventes/Streams |
| ------ | ------------- | -------------- |
| France | Platine       | 100 000        |